# Rangoon de cangrejo
El rangoon de cangrejo es un dumpling frito servido en la gastronomía chino-estadounidense y más recientemente en los restaurantes tailandeses, relleno de una combinación de queso crema, carne de cangrejo ligeramente desmenuzada (más frecuentemente, carne de cangrejo en lata o surimi), cebolla y ajo. Estos rellenos se envuelve en wantán chino, dándole forma triangular o de flor, y se fríe en aceite vegetal.

## Historia
El rangoon de cangrejo ha estado en el menú del restaurante polinesio Trader Vic de San Francisco desde al menos 1957, supuestamente a partir de una receta birmana, y fue probablemente inventado allí. Un Rangoon crab a la Jack fue mencionado como plato en una fiesta de estilo hawaiano en 1952, pero sin más detalle.

## Gastronomía chino-estadounidense
El rangoon de cangrejo es un aperitivo en la gastronomía chino-estadounidense. Aunque la historia de este plato no está clara, el queso crema, al igual que los demás quesos, es prácticamente inexistente en la gastronomía de China.